# Lucien David
Lucien David est un homme politique français né le 13 octobre 1730 à Beauvais (Oise) et décédé le 13 novembre 1806 au même lieu.
Curé de Lormaison, il est député du clergé aux États généraux de 1789 pour le bailliage de Beauvais.

## Sources
- « Lucien David », dans Adolphe Robert et Gaston Cougny, Dictionnaire des parlementaires français, Edgar Bourloton, 1889-1891 [détail de l’édition]